# Reizner János

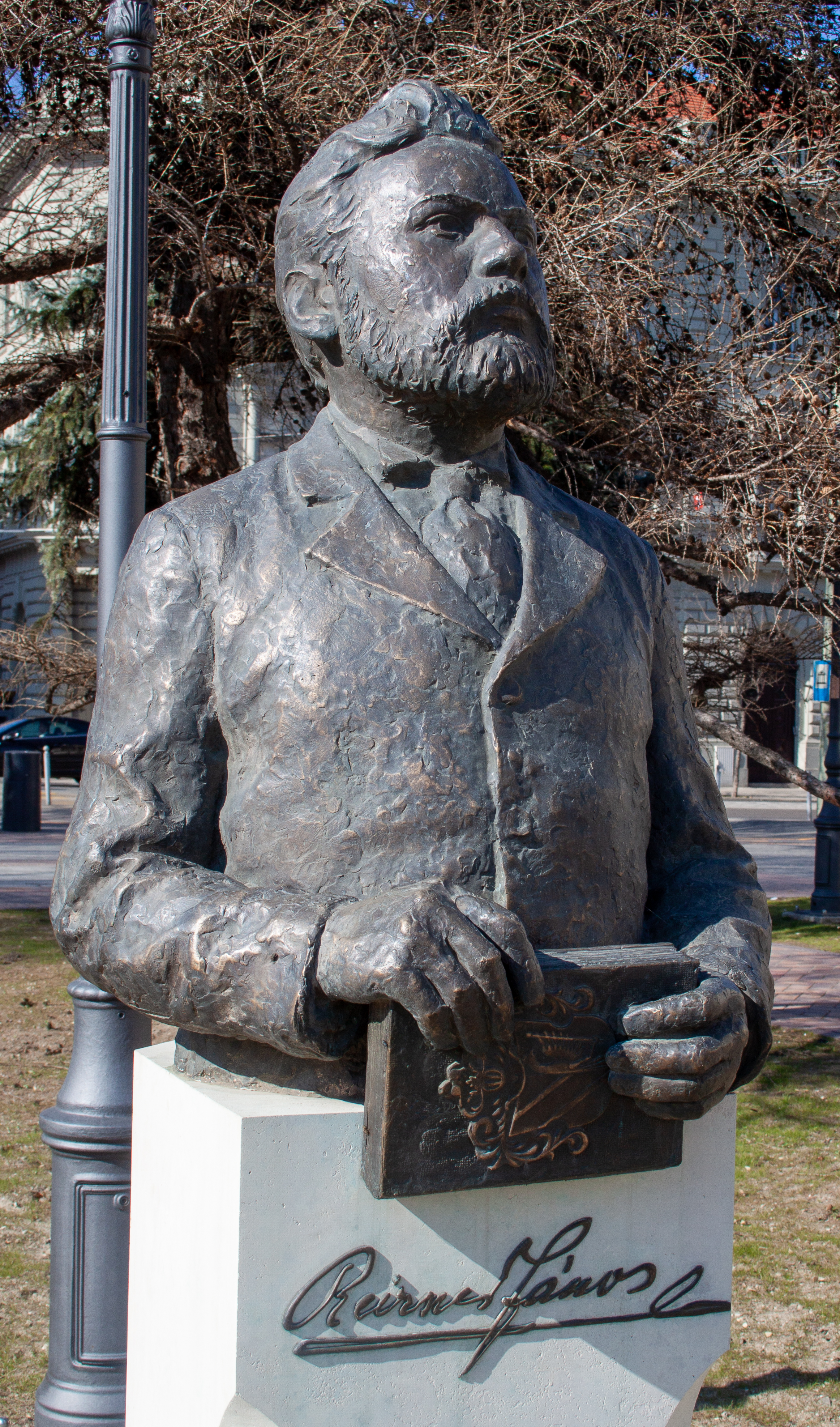
Reizner János mellszobra Szegeden. Fritz Mihály alkotása, (1997)

Reizner János (Szeged, 1847. január 20. – Szeged, 1904. január 19.) jogász, régész, történész, könyvtárigazgató és múzeumalapító igazgató.

## Életpályája 1882-ig
Reizner iparos családból származott, édesapja Reizner András bognármester volt, anyja Nagy Anna. Felesége Jenei Anna, majd annak halála után a második felesége Molnár Ilona. Szegeden a piaristáknál tanult, 1865-ben érettségizett, jogot hallgatott Pozsonyban és Pesten. Pesten szerzett jogi doktorátust, majd 1871-ben ügyvédi vizsgát tett. Ezután Makóra került, ahol a Csanád vármegyei tanfelügyelőség írnokaként tevékenykedett. Szülővárosában 1871-től a Szabadelvű Kör titkára lett, s e körön belül létrehívott egy történelmi és régészeti szakosztályt, a tennivalókat megfogalmazták, s ez is nagy előrehaladás volt, mert addig Szegeden a város és környéke múltjának emlékeit nem gyűjtötték. A műemlékek megőrzésére vonatkozó útmutatókat adtak ki, s azokat szétosztották a tanyai tanítók, útbiztosok, kapitányok, mérnökök és erdészek közt. A szakosztály még 1877-ben is működött, de a sok újonnan megalakult egyesület nem kedvezett fennmaradásának, még maga a Szabadelvű Kör is válsággal küzdött. Így a Szabadelvű Körön belül várható múzeumi tevékenység elhalt. Reizner János karrierje szépen ívelt a jogi pályán, rövid ügyvédi gyakorlat után 1872-től már városi aljegyző, 1875-ben pedig főjegyzővé választják.
A múzeumalapítást váratlan események lendítették előre: 1879. március 12-én bekövetkezett a szegedi nagy árvíz, a Tisza maga alá temette a várost; egész Európa segített Szegedet újjáépíteni, s ami a múzeumalapítás szempontjából fontos, Somogyi Károly esztergomi kanonok több, mint 40 000 kötetes könyvtárát 1882-ben Szegednek adományozta, így lett Szegednek egy nagy könyvtára. Ezen adomány rendbentartása, gyarapítása és szolgáltatása a város vezetésének nem csekély gondot okozott. Reizner Jánost bízták meg a könyvtár vezetésével.

## A Somogyi-könyvtár és a városi múzeum élén
Szeged város vezetőinek határozata alapján Reizner 1882-ben lemondott főjegyzői állásáról, és életének további szakaszában a könyvtár rendezésével foglalkozott, de elkezdte a könyvtár épületében gyűjteni a régészeti és muzeális tárgyakat is. Az 1879-es árvízi katasztrófa megmutatta, hogy mennyire fontos őrizni a régi idők, múltunk emlékeit. Egyben Reizner számára Szeged város történetének megírása is az első helyen állt. A későbbi utódok kevésbé tartották fontosnak a város történetének mielőbbi megírását, inkább a régészeti és a többi muzeális tárgy gyűjtését tartották fontosnak. Reizner mind a könyvtárat, mind a muzeális tárgyakat gyarapította, s megírta Szeged történetét is.
Reizner János maga is átélte a szegedi nagy árvizet, s annak megfelelően cselekedett. S nem volt könnyű dolga, Somogyi Károly, az idős kanonok nem örült annak, hogy Reizner és munkatársai a múzeumi tárgyakkal is foglalatoskodnak, s nemcsak a könyvekkel. Meg kell hagyni a kanonok úrnak teljesen igaza volt, de hát a múzeumalapításnak is eljött az ideje, s ez most a könyvtárral együtt perszonálunióban ment. A Somogyi-könyvtár az akkori Főreáltanodában a földszinten nyert elhelyezést 1883. október 16-ától. Szeged város vezetése is támogatta Reizner törekvéseit, 1888-ban a reáliskola emeletén két termet kapott a múzeum külön csak a múzeumi tárgyak elhelyezése céljából, így a könyvtár kötetei és a múzeum tárgyai különváltak Somogyi Károly adományozó kanonok kívánságainak is megfelelően.
Eleinte Reizner János saját okmány-, érem-, bankjegygyűjteményét és az adományokat helyezte el a könyvtár folyosóján, de gyorsan szaporodtak a muzeális tárgyak, hiszen Szeged újjáépítése kapcsán számos régi tárgy került elő. Tisza Lajos kormánybiztos is, ahogyan 1883 decemberében lejárt a megbízatása, a hivatalában összegyűlt muzeális tárgyakat átadta Reizner János könyvtár- és múzeumigazgatónak. A szegedi vár bontása kapcsán összegyűjtött 2000 darab faragott követ is Reiznernek kellett átvennie. Azt írják a források, hogy a reáliskolában az emeletre vezető lépcső két oldalára rakták ezeket a köveket.
A korabeli gyakorlatnak megfelelően az érem- és kincsleleteket a Magyar Nemzeti Múzeum kiválogatta, s a maradékot a fémértéknek megfelelően nyilvános árverésre bocsátotta a Pénzügyminisztérium és az országos főfémjelző hivatal. Reizner János elérte, hogy még a nyilvános árverés előtt az érem fémértékében vásárolhasson belőle a szegedi múzeum számára.
Reizner gyarapította a könyvtárat, a régiségtárat, a történelmi tárat. Igen érdekes, hogy ebben az időben a régmúlt és a közeli múlt tárgyai egyaránt a régiségtár részeit képezték, így kerültek be a múzeumba a századvéghez közeledve használaton kivülre került pecsétek, képek, fegyverek, zászlók, térképek, nyomtatványok, metszetek, fotók, a város pallosa. Előkerült tabló az 1848/49-es 3. honvédzászlóalj tisztjeiről, s más történetileg fontos események ábrázolásai és fotói. Az átvett képek igen gyenge állapotban voltak, Reizner munkatársaival együtt tisztogatta, keretezte azokat, közben az intézmény adminisztrációja is nagy feladatot rótt az igazgatóra, minden kiadását előzetesen egyeztetnie kellett a könyvtár felügyeletét ellátó bizottsággal. A történelmi tár számára kérte Reizner a város vezetőit, hogy a neves városi személyiségek képmását festessék meg.
Nehézséget jelentett, hogy 1894. augusztus 8-án át kellett adni a helyet, a Főreáltanoda épületét a királyi ítélő táblának. Az új könyvtári és múzeumi kultúrpalotát még csak tervezték, átmeneti időre bérházba kellett költözni, ahol csak a könyvtárnak jutott hely, a múzeumi anyagot ládákba kellett csomagolni. A múzeumi munka azonban ekkor sem maradt abba, a millennium évéhez közeledve egyre nagyobb jelentőséggel bírtak a honfoglalás kori leletek. Reizner már az 1880-as évek közepétől folyamatosan folytatott régészeti feltáró tevékenységet, s leletmentést; főleg építkezések helyszíneire szállt ki, s a szegedi határban kutatott emlékek után.
1890-ben került sor Reizner második tanulmányútjára a Magyar Nemzeti Múzeumba. Ekkor Hampel József volt az érem- és régiségtár őre, s ő biztatta a vidéken élő régészeket további ásatásokra, köztük a szentesi Csallány Gábort, s a szegedi Reizner Jánost, egyben mint az Archaeologiai Értesítő szerkesztője felkérte őket múzeumi tárgyaik és régészeti leleteik ismertetésére a szakfolyóirat hasábjain; mind Csallány Gábor, mind Reizner János, s még számos szaktársuk eleget tett ennek a felkérésnek. A múzeumi anyagok ismertetésének közzétételét kivált értékelni tudjuk most visszatekintve, amikor látjuk, hogy a huszadik században több forradalom és háború okozott jelentékeny károkat a muzeális anyagokban is.
A millenniumra készülve Munkácsy Mihály megfestette a Honfoglalás c. monumentális képét, s Reizner javasolta, hogy e festmény színvázlatát vegyék meg a szegedi múzeumnak, s ez a kép ma is a múzeum egyik büszkesége. Ekkor adódott lehetőség az értékes Praznovszky-féle természetrajzi gyűjtemény megvásárlására, megvették azt is a múzeumnak, így természetrajzi gyűjtemény is alakult.

## A kultúrpalotában
Szeged város vezetésének tervei szerint a Somogyi-könyvtárnak és a Városi Múzeumnak egy nagy kultúrpalota épült 1895-1896-ban a vár és a belvárosi híd közelében a Tisza partján (ma Roosevelt tér 1-3. sz.) Steinhardt Antal és Láng Adolf tervei alapján eklektikus stílusban. A palotában helyet kapott az 1892-ben megalakult Dugonics Társaság is. A palota timpanonjára máig az látható, ami az első pillanatban fel lett írva: A KÖZMŰVELŐDÉSNEK; e felirat tömör formában kifejezi, hogy a művelődési lehetőség mindenkié, a kultúrpalota célja a közművelődés elősegítése. Reizner János, később Tömörkény István, majd Móra Ferenc múzeumigazgatók tevékenységét is áthatotta ez a célkitűzés.
Mai szemmel fantasztikus visszagondolni arra, hogy a Somogyi-könyvtár és a Városi Múzeum egy olyan kultúrpalotába költözött, amelyben teljes egészében elfért. Majd 1920-ra az állományok erőteljes gyarapodása miatt a könyvtár és a múzeum kinövi a palotát, ez már majd Móra Ferenc igazgatósága idejére esik.
Reizner irányítása mellett kiválóan berendezték a palotát, a díszteremben kapott helyet, s máig is ott van Munkácsy Mihály Honfoglalás c. képének színvázlata, vele szemben akkor még váltakozva valamelyik országos vagy városi elöljáró képmása volt kifüggesztve. 1902-ben lett kész Vágó Pál festménye a szegedi nagy árvízről, s azóta s máig is ez a kép van kifüggesztve a Honfoglalással szemben. A díszterem mind a mai napig ékessége a szegedi múzeumnak.
A könyvtár az emeletre került, de az olvasótermet a földszinten rendezték be, a földszint volt egyben a kiállítási szint is. A kiállításokat sokáig csak vasárnap és ünnepnapokon lehetett látogatni, de később a rendszeresen megrendezett őszi és tavaszi tárlatok mindennap látogathatók voltak. A múzeumi képtár gyarapodását nagy mértékben elősegítette az 1899-ben megalakult Képzőművészeti Egyesület, amely kiállításokat rendezett a múzeum által kölcsönadott termekben. Igen fellendítette a képzőművészeti alkotások forgalmát, sok képet kapott a múzeum ajándékba vagy mérsékelt áron jó képeket tudott vásárolni.
A Múzeumok és Könyvtárak Országos Főfelügyelősége államsegélyekkel segítette a gyarapítást, s letéteket is küldött az országos gyűjteményből, képtári-, természetrajzi-, éremtani anyagot, s iparművészeti alkotások galvanoplasztikai másolatát. Folyamatosan szaktanfolyamokkal segítette a munkatársak képzését. 1899-ben Tömörkény István is a Főfelügyelőség által szervezett tanfolyamon szerezte könyvtári és múzeumi szakképzettségét. Reizner mellé került könyvtárosnak az anyakönyvvezetői tisztségbe távozó Lázár Béla könyvtáros helyére.
Az első nagy kiállítás az új kultúrpalotában 1899. június 11-én. A múzeum teljes éremgyűjteményét, képtári, régészeti és történeti anyagát a látogatók elé tárták, ahogyan ez akkor szokás volt, a kiállítás és a raktár területe megegyezett. A kiállítást Fraknói Vilmos püspök, a múzeumok és könyvtárak országos felügyelője nyitotta meg. Fraknói kíséretében érkezett Schönherr Gyula főfelügyelőségi titkár és Hampel József, a Nemzeti Múzeum érem- és régiségtárának igazgató őre. Mindannyian elégedettek voltak a Reizner vezette könyvtár és múzeum eredményeivel.
Az első, 1899-es régészeti kiállításra úgy emlékezett vissza Banner János professzor, hogy az zsúfoltságában is tanított, egyetlen tárgy sem maradt felirat nélkül, nagymértékben segítette a látogatót az eligazodásban, ismereteinek gyarapításában. Ez az első kiállítás sokáig fennmaradt állandó kiállításként.
Reizner János polihisztor volt, nagy lehetőségeket kapott az élettől, de ezeket a lehetőségeket nem is hagyta parlagon: szervezett, ásatott, publikált és megírta Szeged történetét. 1904. január 19-i halálával tevékenysége megszakadt, de keze alatt már felnőtt a következő nagy múzeumigazgató, Tömörkény István.
Mindörökre Reizner János a könyvtár- és múzeumalapító igazgató, érdemei elévülhetetlenek. A szegedi Belvárosi temetőben helyezték örök nyugalomra.

## Emlékezete
A könyvtár- és múzeumalapító igazgatónak mellszobrot állítottak az egykori kultúrpalota, ma Móra Ferenc Múzeum elé 1997-ben. A szobor alkotója Fritz Mihály.

## Főbb munkái
- Emlékirat a szegedi árvíz tárgyában (1879)
- Adalékok az emigráczió érmei és pénzjegyei történetéhez. Vasárnapi Újság XXIX/13 (1882)
- A Szegedi Híradó negyedszázados pályafutása (1884)
- A régi Szeged I-II. (1884-1887)
- A szegedi Somogyi-könyvtár (1884)
- A kegyúri jog és a szegedi gyakorlat (1886)[13]
- Magyar pogány kori sírleletek. Szeged-királyhalmi és bojárhalmi leletek (1891)
- Makó város története (1892)
- [http://www.bibl.u-szeged.hu/reizner/index.html Szeged története I-V. (1893-1900)]
- A szegedi Polgári Dalárda emlékkönyve (1893)
- Szeged és Délmagyarország (1895)
- A mindszentalgyői uradalom történetéből (1896)

## Társasági tagság
- Szabadelvű Kör (titkára)
- Dugonics Társaság (alelnöke)

## Díjak
- Koronás Arany Érdemkereszt (1876. szeptember 3.)
- Ferenc József Rend lovagkeresztje (1883)